# Córrego São Geraldo
Córrego São Geraldo är ett vattendrag i Brasilien.   Det ligger i delstaten Minas Gerais, i den östra delen av landet, 800 km öster om huvudstaden Brasília.
Omgivningarna runt Córrego São Geraldo är huvudsakligen savann. Runt Córrego São Geraldo är det glesbefolkat, med 8 invånare per kvadratkilometer.